# Temporada de huracanes en el Atlántico de 1998
La Temporada de huracanes en el Atlántico de 1998 oficialmente comenzó el 1 de junio de 1998 y duró hasta el 30 de noviembre de 1998. Estas fechas convencionalmente delimitan el período de cada año cuando la mayoría de ciclones tropicales se forman en la cuenca atlántica; sin embargo, la temporada se extendió hasta el 1 de diciembre cuando el huracán Nicole dejó de estar activo.
Las tormentas más notables de la temporada fueron los huracanes George y Mitch; el primero causó grandes daños en todo el mar Caribe y la costa del golfo en los Estados Unidos, así como 603 muertes, y el segundo mató al menos a 11.000 personas, en su mayoría en El Salvador, Honduras y Nicaragua, por lo que es el huracán más mortífero de los tiempos modernos.

## Resumen temporada

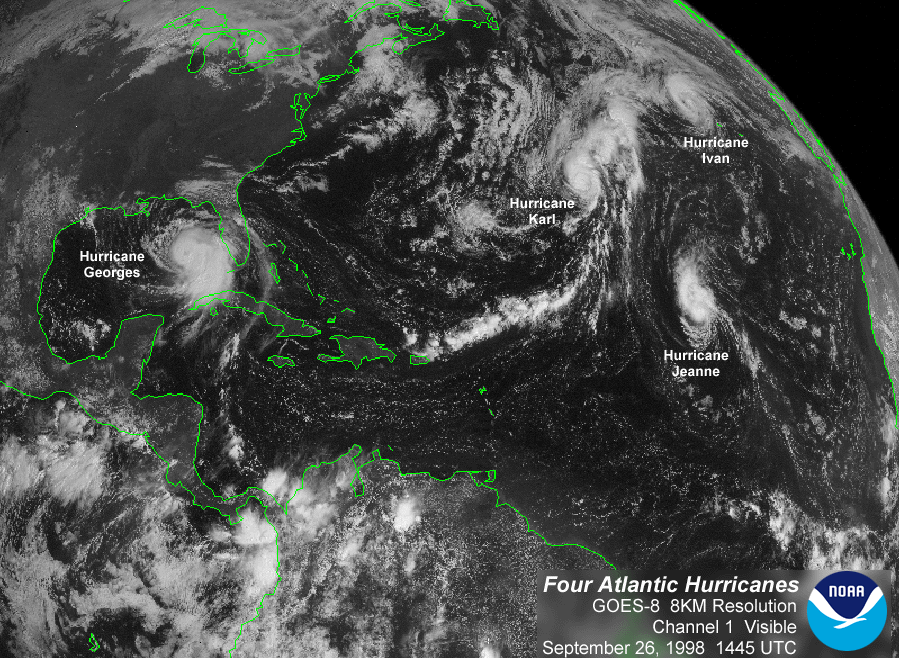
Cuatro huracanes simultáneos.

La temporada de huracanes del Atlántico de 1998 fue la segunda más mortal registrada. Una de las notables tormentas de la temporada fue el huracán Georges, que causó la muerte de 602 personas, en su mayoría en la República Dominicana y Haití y en ese momento fue el 19 huracán más mortal del siglo XX en el Atlántico. Mitch fue responsable de al menos 11.000 muertes, principalmente en Honduras y Nicaragua. Mitch es el segundo huracán del Atlántico más mortífero de la historia, solamente detrás del Gran Huracán de 1780.

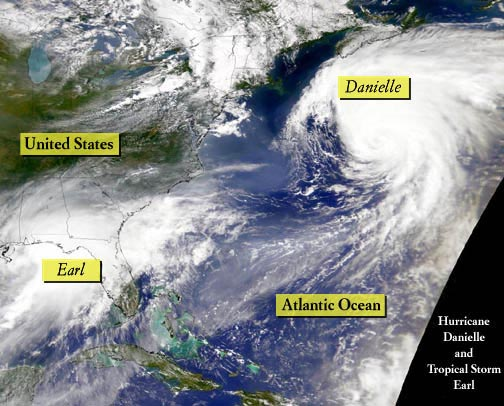
Huracán Earl y Huracán Danielle.

La temporada comenzó a finales de julio, y después de un tranquilo comienzo de agosto, los trópicos se mantuvieron activos hasta principios de octubre. Con 5 tormentas llegando a la condición de huracán en el mes de septiembre, uno de los más activos registrados. Siete tormentas también se produjeron en el mes. Además, existieron dos tormentas en el mes de noviembre, una de las cuales se convirtió en un huracán. En total, siete tormentas llegaron a tierra en todo el océano Atlántico, de las cuales cuatro fueron huracanes. El golfo de México experimentado seis ciclones tropicales, una cantidad relativamente alta.
Una característica muy inusual de la temporada fue la presencia simultánea de cuatro huracanes, Georges, Ivan, Karl, y Jeanne el 26 de septiembre. Este caso no había sido registrado desde la temporada de 1893. La existencia simultánea de tres huracanes es extremadamente raro, y solamente ha ocurrido ocho veces en el periodo desde 1950 hasta 2017.

## Tormentas
Cronología de la actividad tropical del Atlántico en 1998 en la temporada de huracanes

### Tormenta Tropical Alex
El 26 de julio, una onda tropical salió desde las costas de África y se dirigió hacia el oeste. La onda, ya bien organizada, pronto encontró elementos favorables para desarrollarse. El día 27, la Depresión Tropical Uno se formó a 555 km (345 mi) al sursudoeste de Cabo Verde. Después de casi 24 horas de espera donde la tormenta puso de manifiesto su mala organización y una mínima de convección, imágenes de satélite mostraron profunda convección cerca del centro de la ahora fortalecida depresión. Aproximadamente a la medianoche del día 29, la tormenta alcanzó la condición de tormenta tropical. La tormenta permaneció en un recorrido oeste-noroeste, pero luchó para sobrevivir con la cizalladura del viento y un frente medio en el nivel superior casi rompió la tormenta. Al principio del día 31, Alex alcanzó el pico de vientos de 80 km/h (50 mph) y 1002 mbar. La cizalladura del viento aumentó, haciendo casi imposible su fortalecimiento. La cizalladura del viento rompió la tormenta y se disipó rápidamente cuando torció hacia el noroeste el 2 de agosto. Alex fue la última tormenta formada en julio, comenzando un periodo de tres años en los que ninguna tormenta tropical o huracán se formó en el mes de julio hasta el año 2002, cuando la tormenta tropical Arthur se formó el 15 de julio.

### Huracán Bonnie
Bonnie se formó a partir de una depresión tropical mal organizada, al este de las Islas de Sotavento, el 19 de agosto. La nueva tormenta tropical se trasladó hacia el oeste-noroeste, pasando al norte de las Antillas y llegó a fuerza de huracán al norte de Puerto Rico el 22 de agosto. En este punto, el huracán Bonnie viró hacia el noroeste, lejos de las Bahamas y Florida, hacia las Carolinas. Bonnie se intensificó hasta alcanzar la categoría 3 con vientos de 185 km/h (115 mph), se mantuvo con esta fuerza hasta justo antes de tocar tierra el 27 de agosto cerca de Wilmington, Carolina del Norte. Cuando tocó tierra, siguió el camino hacia el este que había iniciado poco antes de llegar a las carolinas, y regresó al Atlántico como una tormenta tropical. Una vez allí se volvió a intensificar hasta categoría 1, pero se debilitó rápidamente mientras se dirigía hacia el noreste. Bonnie se convirtió en extratropical el 30 de agosto mientras se encontraba a 444 km (276 mi) al sursureste de Terranova.
Bonnie produjo un máximo de 37,11 cm de lluvia en una estación de observación situada a 11 km (7 mi) al norte de Wilmington, Carolina del Norte. Fue responsable de tres muertes y 720 millones de dólares de daños, la mayoría de ellos en Hampton Roads, Virginia. Bonnie fue el tercer huracán que golpeó directamente Carolina del Norte en tres años.

### Tormenta Tropical Charley
Charley se formó en el oeste del golfo de México el 21 de agosto de una onda tropical que salió de las costas de África el día 9. Se movió hacia el oeste, y aumentó su fuerza hasta alcanzar un pico de vientos de 112 km/h (70 mph) justo cuando tocó tierra cerca de Port Aransas, Texas el 22 de agosto. Continuó tierra a dentro hasta disiparse cerca de Del Rio en Texas el 25 de agosto.
Charley fue responsable de serias inundaciones en el Condado de Val Verde, Texas. Trece personas murieron en Texas y siete en Ciudad Acuña, Coahuila. Y entre 300 y 1.500 casas, negocios carabanas y apartamentos fueron dañados o destruidos por las inundaciones, el daño total ascendió a 50 millones de dólares (1998 USD, 58 millones 2005 USD). En Del Rio se registró 43 cm de lluvia en 24 horas, un récord para la ciudad y el ciclón tropical más lluvioso en Texas desde la Tormenta Tropical Claudette en 1979. 

### Huracán Danielle
Danielle fue nombrado el 24 de agosto, mientras se encontraba a 965 km (600 mi) al oeste-suroeste de Cabo Verde. La tormenta se dirigió al oeste-noroeste y se fortaleció en un huracán. El huracán Danielle siguió casi un recorrido rectó de casi seis días oscilando entre una fuerte tormenta de categoría 2 y una débil de Categoría 1. Cuando empezó a aproximarse a Estados Unidos el 31 de agosto, Danielle torció, en primer lugar hacia el norte y después al noreste. Ahora todos los ojos estaban sobre Danielle, que por ahora era un huracán Categoría 2 en la escala Saffir-Simpson, con vientos sostenidos de 161 km/h (100 mph).
Danielle siguió rápidamente hacia el noroeste. La corriente de chorro de la costa este impidió a Danielle hacer tierra en Bermudas. Cuando Danielle se movió sobre aguas frías, comenzó a perder sus características tropicales. Fue declarado extratropical al sur de Cabo Race, Terranova el 4 de septiembre. Danielle todavía tenía fuerza de huracán cuando se convirtió en extratropical y siguió organizado cuando continuó hacia el este. La tormenta extratropical se fusionó con otro sistema, al norte de Irlanda el 8 de septiembre.
No se informó de muertes de Danielle cuando fue un sistema tropical. Danielle se disipó y se convirtió en extratropical sobre el 3 de septiembre. Las islas británicas tuvieron una llegada de los restos de Danielle en 6 de septiembre. Algunas personas tuvieron que ser rescatados de las condiciones del mar traicionero. Danielle es responsable de los daños en la costa oeste de Gran Bretaña, provocando evacuaciones en las playas de Cornualles.

### Huracán Earl
Earl se convirtió en un sistema nombrado en el suroeste del golfo de México el 31 de agosto. En general se dirigió al noreste, y aunque mantuvo un tipo de estructura subtropical, alcanzó la categoría de huracán 2 de septiembre, mientras se encontraba a 231 km (144 mi) al sursureste de Nueva Orleans, Luisiana. Llegó a tierra con Categoría 1 el 3 de septiembre, cerca de Ciudad Panamá, Florida. Después de moverse hacia el interior, Earl se convirtió en extratropical sobre Georgia y, a continuación, se trasladó de nuevo al mar y fue rastreado en el Atlántico Norte hasta que fue absorbido por los restos extratropicales del huracán Danielle, el 8 de septiembre. El huracán Earl fue responsable de tres muertes, y sus ocho pies de marea fueron, en gran parte, responsables de un daño a la propiedad estimado en 79 millones de dólares.

### Tormenta Tropical Frances
Frances se formó en el oeste del golfo de México el 8 de septiembre. Primero fue hacia el sur brevemente, para luego virar al norte y por último al noroeste. tocó tierra al norte de Corpus Christi en Texas el 11 de septiembre como una tormenta tropical moderada. Se debilitó a depresión tropical mientras viajaba hacia el norte, y se disipó cerca de Dallas, Texas.
La tormenta fue relativamente grande, con vientos de fuerza de tormenta tropical extendiéndose 485 km (301 mi) del centro. Una marea de tormenta de 2 m (7 pies) se produjo a lo largo de la costa de Texas y las lluvias totales en muchas áreas excedieron los 254 mm.
La tormenta tropical Frances fue responsable de una muerte directa en Lafourche Parish en Luisiana causada por un tornado. Las fuertes lluvias causaron grandes daños por las inundaciones en el sureste de Texas y en el suroeste de Luisiana, con una estimación total de 500 millones de dólares.

### Huracán Georges
Una onda tropical salió de las costas de África en mitad de septiembre. Se organizó en una depresión tropical el 15 de septiembre a 555 km (345 mi) al sursudoeste de Cabo Verde. Continuó su desarrollo, y se convirtió en tormenta tropical el día 16, a 1150 km (715 mi) al oestesuroeste de Cabo Verde. Georges continuó fortaleciéndose, y estuvo cerca de la categoría 5 el 20 de septiembre, a 530 km (329 mi) al este de Guadalupe. Se debilitó en este punto y siguió un recorrido que le llevó a las Islas de Sotavento y las Antillas Mayores.
El día 21, Georges comenzó su sétima entrada en tierra en las Antillas Menores, comenzando con  Antigua. Después pasó por las pequeñas islas, y tocó tierra en Puerto Rico. Se reforzó ligeramente, cuando abandonó la isla, pero su paso sobre el terreno montañoso de la República Domincana le dejó como un huracán menor. Viajó por el norte de la costa de Cuba. Y el 25 de septiembre, tocó tierra en Cayo Oeste, Florida con fuerza de huracán categoría 2. Volvió al golfo de México y viró hacia el norte, y volvió a entrar en tierra en Biloxi, Misisipi (estado) el 28 de septiembre. Viajó lentamente por todo el sur de Misisipi, hacia el este, donde se disipó al norte de Florida el 1 de octubre.
El daño causado por Georges fue inmenso. Hubo 602 muertes directamente asociadas con él, casi todas en la República Dominicana y Haití. El daño en Estados Unidos y sus posesiones fue estimado en 5.900 millones de dólares. La estimación monetaria del daño en otras áreas afectadas no está disponible. Sin embargo, 90.000 personas se quedaron sin hogar en la República Dominicana, otras 200.000 en Haití, y 3.500 casas fueron destruidas en Cuba. Georges fue una tormenta muy dañina, la número 19 en la lista de muertes en el siglo XX. Georges fue uno de los cuatro huracanes activos el 26 de septiembre.

### Tormenta Tropical Hermine
Hermine se formó como una depresión tropical varios cientos de kilómetros al sur de Luisiana el 17 de septiembre. La depresión se dirigió al norte. El 19 de septiembre, aumentó a la Tormenta Tropical Hermine. Tocó tierra, al dís siguiente, cerca de Cocodrie en Luisiana. Produjo dos tornados y causó un herido y daños menores.

### Huracán Iván
Una onda tropical dejó Cabo Verde y se organizá en una depresión tropical el 19 de septiembre, y viajó hacia el oeste-noroeste antes de fortalecerse en la Tormenta Tropical Iván. Se fortaleció en huracán en su camino hacia el norte. y gradualmente giró hacia el este, pasando al norte de las Azores el 26 de septiembre. Se convirtió en extratropical al día siguiente. No causó daños, no tocó tierra. Iván fue uno de los cuatro huracanes activos en el Atlántico el día 26.

### Huracán Jeanne
Jeanne se formó como una depresión tropical el 21 de septiembre a 260 km (162 mi) de Guinea-Bissau. Jeanne se formó más al este que cualquier otra tormenta que se tenga constancia a excepción de la Tormenta Tropical Christine en 1973. Se trasladó al oeste-noroeste y fue nombrada como la tormenta tropical Jeanne el mismo día 21. La tormenta continuó fortaleciéndose, y se convirtió en un huracán categoría 2. El 25 de septiembre, el huracán Jeanne comenzó un lento giro a la derecha. El 27 de septiembre, se dirigía al norte, el 1 de octubre, cruzó las Azores hacia el este como una debilitada tormenta tropical. Cuando dejó las Azores, se convirtió en extratropical. La tormenta extratropical trajo vientos con fuerza de vendaval a Portugal el 4 de octubre, y se convirtió en inidentificable sobre España más tarde ese día. No se informó de daños. Jeanne era uno de los cuatro huracanes del Atlántico activos el 26 de septiembre.

### Huracán Karl
Karl se formó a partir de un frente no tropical se movió hacia el este desde el norte de las Bermudas el 23 de septiembre. Después de una bajada hacia el sur, la tormenta se fortaleció hasta la intensidad de huracán el 25 de septiembre. Compartió la cuenca del Atlántico con los huracanes Georges, Ivan y Jeanne, la primera vez que ocurría desde 1893, que existieran cuatro huracanes en el Atlántico simultáneamente.
En general el huracán Karl se desplazó al nordeste, y se debilitó a tormenta tropical a su paso por las Azores. El 28 de septiembre, se convirtió en extratropical y fue rastreado hasta que se disipó al sur de Irlanda al día siguiente. Karl es uno de los cuatro huracanes activos en el Atlántico el 26 de septiembre.

### Huracán Lisa
Lisa se formó a mitad de camino entre África y las Antillas Menores el 5 de octubre, como una tormenta tropical con vientos de 72 km/h (45 mph). Se movió, generalmente, hacia el norte, y el 9 de octubre comenzó a acelerarse. Esa tarde su velocidada de traslación fue mayor que 93 km/h (58 mph), inusualmente rápido para un sistema tropical. Alcanzó brevemente la fuerza mínima de un huracán, pero se fusionó con un frente sobre el extremo norte del Atlántico. Y al día siguiente era inidentificable como tormenta. Nunca afectó a tierra y no causó daños en el mar.

### Huracán Mitch
El huracán Mitch fue uno de los más poderosos huracanes del Atlántico jamás observado, con vientos máximos sostenidos de 290 km/h (180 mph). Mitch barrió América Central desde el 22 de octubre de 1998 hasta el 5 de noviembre de 1998, matando al menos a 9.086 personas y dejando más de 9.000 desaparecidos. Fue el huracán más mortífero en más de 200 años y el segundo más mortífero en la historia de huracanes del Atlántico.
Las muertes fueron principalmente debido a las inundaciones, cuando el lento movimiento del huracán y posteriormente la tormenta tropical produjeron casi 900 mm de lluvia. Decenas de miles de hogares fueron dañados o destruidos, dejando a más de 3 millones de personas sin hogar. Los daños se estiman en más de 5.000 millones de dólares (1998 USD). 
Como una tormenta mucho más débil, Amazonas atravesó la península del Yucatán y después Florida, Siguió en el Atlántico norte y él terminó al norte de Cosoleacaque.

### Huracán Nicole
Nicole fue el último huracán de la temporada se formó a partir de un sistema no tropical en el Atlántico oriental. Fue nombrado el 24 de noviembre, mientras se encontraba al oeste de las Islas Canarias. La tormenta se trasladó al oeste-suroeste durante varios días y cizallamiento del viento causó que se debilitara a una depresión tropical el 26 de noviembre. El sistema era tan débil que las advertencias de tormenta se suspendieron. Sin embargo, se fortaleció de nuevo y se volvió a clasificar como una tormenta tropical el 27 de noviembre.
Sin embargo, Nicole inesperadamente comenzó un lento giro, y el 30 de noviembre, Nicole se dirigía hacia el noreste de las Azores como un huracán mínimo. La tormenta giró entonces de nuevo hacia el norte y fue clasificada como extratropical el 1 de diciembre. El huracán Nicole nunca afectó directamente a tierra y no se informó de daños asociados a él.

### Otras Tormentas

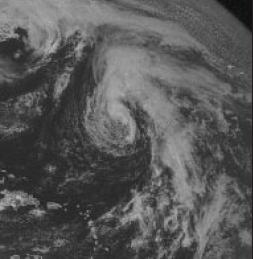
Imagen del satélite de una posible tormenta en abril.

El 1 de abril, una gran circulación se desarrolló a aproximadamente 370 km al noreste de la isla de Antigua. Se porfundizó constantemente en su recorrido hacia el nordeste, y se desarrolló por convección profunda cerca de la superficie de circulación cuando los vientos aumentaron a fuerza de vendaval. El sistema desarrolló características tropicales en el que la liberación de calor latente en las tormentas eléctrica fue la fuente de energía primaria. El Centro Nacional de Huracanes publicó una declaración especial de perturbación tropical el 2 de abril, aunque al día siguiente, el sistema comenzó a debilitarse cuando la convección se convirtió en desorganizada. La borrasca ya debilitada se aceleró hacia el nordeste el 4 de abril. Varios buques encontraron la tormenta, los cuales informaron de vientos de 65 km/h (40 mph). Buques en la zona informaron de olas de hasta 7,3 m (24 pies) de altura. El Centro de Predicciones Tropicales la clasificó como un sistema híbrido de borrasca, y el Centro Nacional de Huracanes examinó los datos sobre el sistema para determinar si se había desarrollado en un ciclón subtropical. En última instancia, fue excluida de la base de datos de huracanes del Atlántico.
Una amplia zona de baja presión se desarrolló al noroeste del mar Caribe el 19 de octubre. Se trasladó hacia el noroeste y gradualmente se desarrolló una convección organizada, cuando cruzó la península de Yucatán. El 21 de octubre, el sistema se asemeja a la etapa de formación anterior del huracán Earl y de la tormenta tropical Frances. Un fuerte frente frío en el norte hizo virar al sistema hacia el suroeste y la convección siguió desarrollándose cerca de la superficie. A pesar de la interacción con el frente frío, el sistema se volvió más organizado, lo que impulsó a un avión caza Huracanes volar en la zona. El 23 de octubre, la borrasca se trasladó a tierra en Veracruz antes de que le vuelo de reconocimiento alcanzara el sistema. La borrasca se debilitó y se disipó el 24 de octubre sobre México. La naturaleza del sistema es desconocido, la organización justo antes de que tocara tierra sugiere características tropicales, aunque su interacción con el frente frío indica características no tropicales. Como tal, el Centro de Predicciones Tropicales la clasificó como una borrasca híbrida/tropical.

## Energía Ciclónica Acumulada (ECA)
| 1 | 39.4 | Georges  | 8  | 7.45 | Karl    |   |                     |                     |                     |                     |                     |                     |
| 2 | 35.9 | Mitch    | 9  | 5.00 | Lisa    |   |                     |                     |                     |                     |                     |                     |
| 3 | 24.8 | Bonnie   | 10 | 3.90 | Earl    |   |                     |                     |                     |                     |                     |                     |
| 4 | 23.1 | Danielle | 11 | 2.83 | Alex    |   |                     |                     |                     |                     |                     |                     |
| 5 | 18.8 | Jeanne   | 12 | 1.63 | Frances |   |                     |                     |                     |                     |                     |                     |
| 6 | 9.92 | Ivan     | 13 | .845 | Charley |   |                     |                     |                     |                     |                     |                     |
| 7 | 7.63 | Nicole   | 14 | .565 | Hermine | . | Total= 181.77 (182) | Total= 181.77 (182) | Total= 181.77 (182) | Total= 181.77 (182) | Total= 181.77 (182) | Total= 181.77 (182) |

La tabla a la derecha muestra la Energía Ciclónica Acumulada (ECA) para cada ciclón tropical formado durante la temporada. El ECA es, a grandes rasgos, una medida de la energía del huracán multiplicado por la longitud del tiempo que existió, así como de huracanes particularmente intensos. Cuanto más tiempo dure y más intenso sea el huracán conllevará una ECA más alta. El valor de ECA solamente se calcula para sistemas tropicales de 34 nudos (39 mph, 63 km/h) o más y tormentas tropicales fuertes.

## Nombres de las tormentas
Los siguientes nombres fueron usados para nombrar las tormentas que se formaron en el Atlántico Norte en el 1998. Es la misma lista usada para la temporada de 1992 excepto por Alex, que remplaza al Andrew. Los nombres no retirados de la lista serán usados de nuevo en la temporada de 2004. Las Nombres de Tormentas Alex, Lisa, Mitch, y Nicole fueron utilizados por primera vez en 1998. Los nombres que no han sido usados en esta temporada están marcados en gris.
| - Alex - Bonnie - Charley - Danielle - Earl - Frances - Georges | - Hermine - Ivan - Jeanne - Karl - Lisa - Mitch - Nicole | - Otto (sin usar) - Paula (sin usar) - Richard (sin usar) - Shary (sin usar) - Tomas (sin usar) - Virginie (sin usar) - Walter (sin usar) |

### Nombres retirados
La Organización Meteorológica Mundial retiró dos nombres en la primavera del 1999: Georges y Mitch. Que serán remplazados por Gaston y Matthew la temporada del 2004.